# Bischofszell
Bischofszell är en stad och kommun i distriktet Weinfelden i kantonen Thurgau, Schweiz. Kommunen har 6 298 invånare (2023).

## Bilder

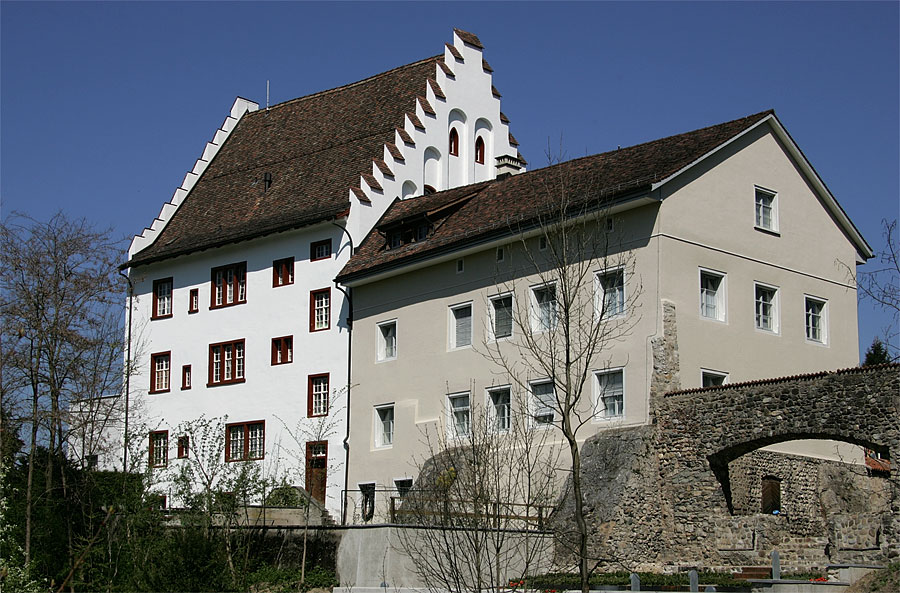
Slottet
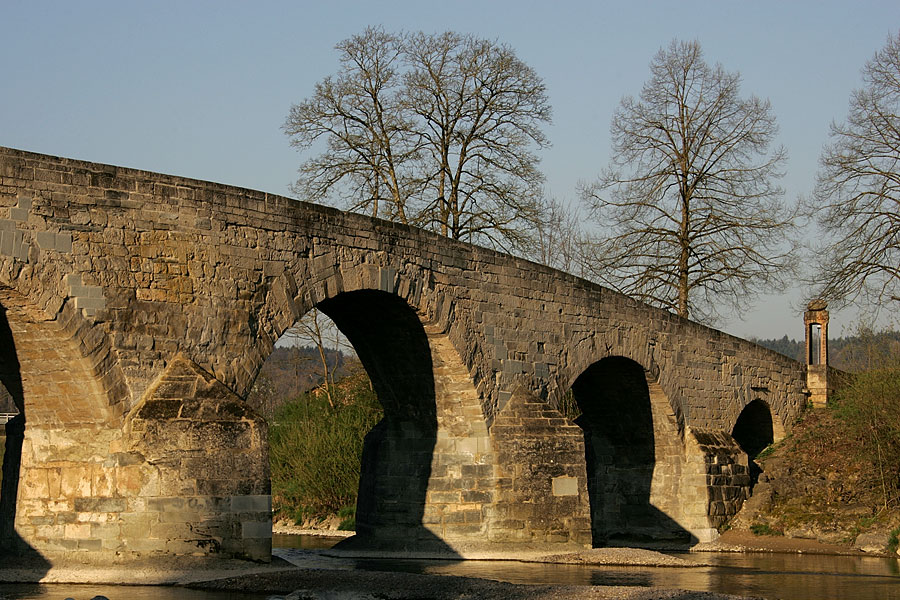
Bro över Thur
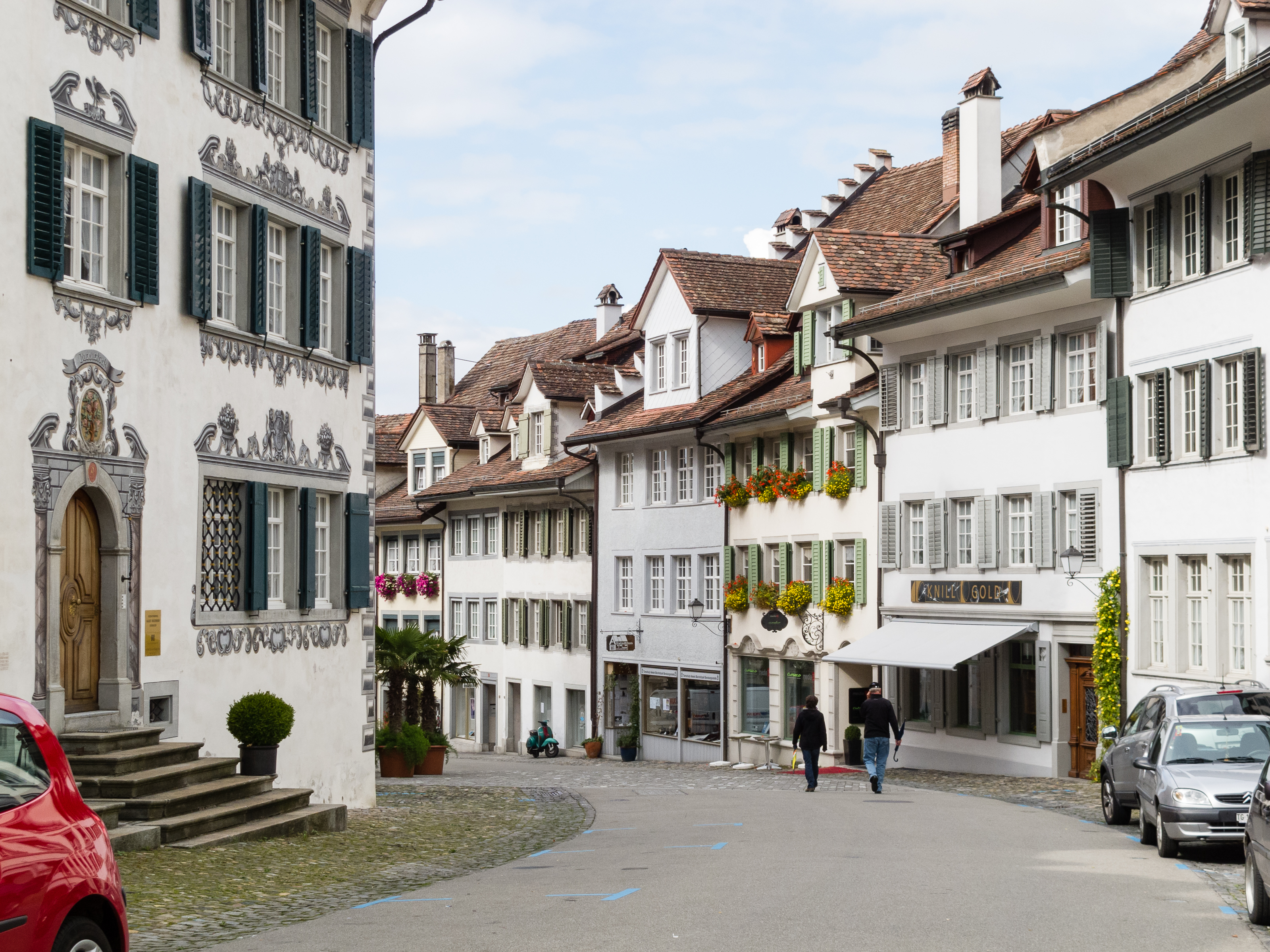
Marktgasse